# Észt kopó
Az észt kopó Észtországban, a 20. század közepén törzskönyvezett vadászkutya fajta.

## Nevei
Magyar neve korábban orosz észt kopó volt, amii az orosz az eredeti русская эстонская гончая tükörfordítása. A névből idővel kikopott a fogalmi ellentmondást okozó „orosz”. Egyéb nyelvekben használ neveinek jelentése is „észt kopó”:
- észtül eesti hagijas,
- németül estnische Bracke,
- svédül estlandsstövare,
- lengyelül gończy estoński.

Hasonneve a németben az estnische Laufhund, a spanyolban a perro cazador de Estonia, a finnben az eestinajokoira, azaz ’észt vadászkutya’, az angolban pedig az Estonian hound, vagyis ’észt kutya’.

## Története
Észtországban az első világháborúig orosz és angol rókavadász kopókkal vadásztak; hozzájuk az 1920-as években finn kopók csatlakoztak (keveredtek egymással és a helyi kutyákkal). Tudatos kialakítása 1934. július 1. után kezdődött. Ekkor ugyanis törvényben tiltották be a vadászatot a 45 cm-nél nagyobb marmagasságú kutyákkal — egyrészt azért, mert az észt erdők szerkezete miatt ez eleve nem célszerű, másrészt pedig szerették volna egy nemzeti kutyafajta kitenyésztését elősegíteni. A megfelelő méretű kutya kialakítása érdekében beagle-t, svájci kopót, luzerni kopót és berni kopót vontak be a tenyésztésbe (Kutyafajták). Ennek hivatalos befejezését siettette, hogy a Szovjetunió annektálta az országot, és 1947-ben a szovjet gazdasági minisztérium úgy döntött, hogy a Szovjetunió minden tagköztársaságának legyen legalább egy saját kutyafajtája.
A fajta szabványát a Szovjetunió Mezőgazdasági minisztériuma 1954-ben hagyták jóvá. Miután Észtország visszanyerte függetlenségét, az Estonian Kennel Union 1998-ban felállította a standardot, és most szeretnék elérni, hogy a Nemzetközi Kinológiai Szövetség is ismerje el a fajtát (Kutyafajták).

## Megjelenése, felépítése
A beagle-re hasonlító, középtermetű kutya erős csontozattal és izmokkal.
A kanok marmagassága 45–52 cm, szukáké 42–49 cm. Testtömege 25–28 kg. Naponta mintegy 1,5 kg táplálékot igényel. Alma 4-8 kölyköt számlál. Várható élethossza 12-15 év.
Feje közepesen hosszú, arcorra kissé szögletes. Szeme sötétbarna, füle a fejéhez simulva lelóg. Törzse hosszú, a háta egyenes. Ágyéka feszes, a fara kissé lejt. A mellkasa mély, hasa felhúzott. Lábai egyenesek, párhuzamosak. Farka általában lelóg, de figyelő helyzetben kissé a hátvonala fölé emeli. Szőre rövid és sűrű, fehér alapon fekete-, barna- vagy fekete- és barnafoltos.
Kitartó és gyors. Kiváló a szaglása.

## Jelleme, természete
Nem túl eleven, de azért vidám. Élénk. Általában bátor, de új, ismeretlen helyzetekben kissé félénk. Kiegyensúlyozott és nyugodt. Intelligens, könnyen irányítható (Kutyafajták). Más kutyákkal és általában a macskákkal jól kijön.
Házi kedvencként kedves és bújós; imádja az embereket. Rokonához, a beagle-hez hasonlóan egyáltalán nem agresszív. A beagle-nél szívesebben és többet dolgozik. A mozgásigénye is nagyobb. Kevésbé makacs, könnyebben tanítható (Kutyafajták).

## Használata
Jó hajtókutya. Egyedül vagy falkában, síkvidéken és (más országokban) a hegyekben egyaránt vadásznak vele.
Ideális családi kutya, de csak azoknak, akik megfelelően tágas, körülkerített teret és elegendő mozgást tudnak biztosítani számára (Kutyafajták).